# Marcus Haber
Pour les articles homonymes, voir Haber.
Marcus Haber est un footballeur international canadien, né le 11 janvier 1989 à Vancouver. Il évolue au poste d'avant-centre au Nongbua Pitchaya.

## Biographie

### En club
Avec le club de Saint Johnstone, il joue 42 matchs en première division écossaise, inscrivant trois buts.
Il rejoint ensuite le club anglais du Stevenage FC. Avec cette équipe, il inscrit sept buts en troisième division anglaise lors de la saison 2012-2013.
Le 13 septembre 2013, il est prêté à Notts County. Par la suite, le 31 juillet 2014, il rejoint Crewe Alexandra. Il inscrit avec cette dernière équipe un total de 16 buts en troisième division (sept en 2014/2015 puis neuf en 2015/2016).
De retour ensuite en Écosse avec l'équipe de Dundee FC, il joue avec The Dees 38 matchs en première division écossaise, marquant dix buts.

### En équipe nationale
Avec les moins de 20 ans, il participe à la Coupe du monde des moins de 20 ans en 2007. Lors du mondial junior organisé dans son pays natal, il joue trois matchs. Le bilan du Canada s'avère catastrophique avec trois défaites en autant de matchs, et zéro buts marqués.
Marcus Haber reçoit 26 sélections en équipe du Canada entre 2010 et 2016, inscrivant trois buts.
Il joue son premier match en équipe du Canada le 8 octobre 2010, en amical contre l'Ukraine (2-2). Il inscrit son premier but le 22 mars 2013, en amical contre le Japon (défaite 1-2).
Lors de l'été 2013, il participe à la Gold Cup organisée aux États-Unis. Il joue trois matchs lors de ce tournoi. Le Canada est éliminé dès le premier tour avec un bilan peu reluisant d'un match nul, deux défaites et aucun but inscrit.
Haber inscrit son deuxième but avec le Canada le 27 mars 2015, en amical contre le Guatemala (victoire 1-0). Quelques mois plus tard, il participe pour la seconde fois de sa carrière à la Gold Cup. Lors de cette compétition, il joue de nouveau trois matchs. Le bilan du Canada s'avère encore peu reluisant avec deux matchs nuls, une défaite et aucun but inscrit.
Il inscrit son troisième et dernier but avec le Canada le 16 octobre 2016, en amical contre la Mauritanie (victoire 4-0). Il reçoit sa dernière sélection le 11 novembre 2016, en amical contre la Corée du Sud (défaite 2-0).